# 尾形月耕
尾形 月耕（おがた げっこう、OGATA Gekko、安政6年9月15日〈1859年10月10日〉 - 大正9年〈1920年〉10月1日）は、日本の明治から大正期の浮世絵師、日本画家。

## 経歴
安政6年9月15日（1859年10月10日）、名鏡清次郎の子として江戸京橋弥左衛門町（現在の銀座4丁目3番地）に生まれる。本名・正之助。別号・桜斎、名鏡斎、華暁楼。名鏡家は葛飾の地主で、祖父長兵衛は大名家や江戸屋敷、豪商に人材を斡旋する口入屋と、塵芥蒐集の利権を握り、「江戸の三長兵衛」のひとりと謳われるほど羽振りが良かった。しかし、明治9年（1876年）数え17歳で父を病で失うと、利権も他家に移り家は没落、京橋弓町に移り住む。
絵は父の強い奨めにより独学で学び、菊池容斎に私淑して『前賢故実』などを学ぶ。京橋弓町で提灯屋を営む一方、「絵ビラ」を描いて主な絵草紙屋を周り、錦絵を描かせてほしいと頼み歩いたという。吉原遊廓の絵びら、人力車の蒔絵、七宝家濤川惣助に称揚され輸出向けの陶器、漆器の下絵などを描いて画技を磨く。そうした中で明治10年（1877年）ごろ『征韓論』（名鏡斎季邑『建白御評議之図』）と称される三枚続の時事物錦絵を自費出版し（河鍋暁斎の目に止まりその推薦を受けたという説もある）ヒット、名鏡正之助の名は少しずつ知られるようになる。
明治14年（1881年）ごろには、琳派の系統尾形光哉の家姓を襲名して尾形を名乗る。同年ころより尾形月耕名で単行本やボール表紙本の挿絵をはじめ、「絵入朝野新聞」など新聞の挿絵を手掛け、また多くの文芸雑誌の口絵を描いて一躍人気画家の仲間入りを果たした。明治15年（1882年）再び京橋弥左衛門町に移る。明治18年（1885年）7月の「東京流行細見」に示された浮世絵師の細見では、23人中月岡芳年、小林永濯、落合芳幾、豊原国周、鳥居清満、三代広重に次いで7番目に挙げられている。浮世絵系の師弟関係の埒外にあり、しかもデビュー間もない時期であることを勘案すると、かなりの高評価といえる。一方で肉筆画の研鑽にも怠りなく、明治17年（1884年）結成の鑑画会に参加し、翌年の第一回展では『仏師運慶の図』を出品している。
明治20年（1887年）には桶町へ転居、明治20年代には水野年方とともに新聞挿絵の双璧として絶大な人気を得る。小説の挿絵も手掛け、明治20年（1887年）刊行された改進党末広鉄腸の政治小説『花間鶯』、翌年二葉亭四迷の『浮雲』第二編、同年山田美妙の『夏木立』などを担当した。錦絵シリーズでも『月耕随筆』、『源氏五十四帖』、外国向けの『明治美人風俗礼式』などを出版、日清戦争の錦絵も描いた。著書（大判木版シリーズ）として先述の他に、明治27年（1894年）1月から同36年（1903年）8月までの約10年間に渡り刊行された『月耕漫画』3編21巻などが代表作として挙げられる。家庭では、明治21年（1888年）先妻とよと離婚し、紀州藩御殿医・田井俊斎の娘で弟子の田井喜久と再婚、本姓が名鏡から田井姓となる。
明治24年（1891年）に日本青年絵画協会の結成に参加、翌年の第一回展では審査員に推挙される。同会改組の日本絵画協会展、日本美術院（創立には正員として参加）との連合絵画共進会も含め、一等褒状や銀杯、銅牌を重ねた。明治31年（1898年）の日本美術協会の『曽我夜討』は明治天皇の御買上。海外の万国博覧会にも積極的に参加し、明治26年（1893年）のシカゴ・コロンブス万国博の『江戸山王祭』をはじめ、明治33年（1900年）のパリ（銅牌）、明治36年（1903年）第5回内国勧業博覧会で「元禄美人図」で褒状、明治37年（1904年）に築地2丁目36番地に移り、同年のセントルイス、明治43年（1910年）の日英博覧会に出品した。明治44年（1911年）52歳の時、牛込区新小川町3丁目14番地に移る。大正元年（1912年）には第6回文展に53歳で『山王祭』を初出品、三等賞を受賞し、話題となる。大正9年（1920年）10月1日、牛込新小川町の邸にて死去（満60歳）。墓所は豊島区の雑司が谷霊園。

## 代表作

### 錦絵
- 「延遼館天覧相撲横綱之図」　大判3枚続　明治17年
- 「美人花競」　大判揃物　「南天」、「夜桜」など　明治20年以降
- 「婦人風俗尽」　間判36枚揃　明治24年
- 「月耕随筆」　大判84枚揃　明治25年から明治29年
- 「花美人名所合」　大判3枚続　揃物　「亀戸臥竜梅」「亀戸龍眼寺の萩」「堀切の菖蒲」「滝の川乃紅葉」「団子坂の菊」の5点　松木平吉版　明治28年から明治30年
- 「百富士」　大判100枚揃　明治29年から明治44年
- 「美人名所合」　大判3枚続　7枚揃　「隅田河百花園七草」、「利根川鯉漁」など　明治30年から明治34年

### 肉筆浮世絵
| 作品名                           | 技法         | 形状・員数    | 寸法（縦x横cm）                | 所有者                                 | 年代                          | 落款・印章                              | 備考 |
| -------------------------------- | ------------ | ------------- | ------------------------------ | -------------------------------------- | ----------------------------- | --------------------------------------- | --- |
| 江戸山王図                       | 絹本著色     | 1幅           | 178.7x84.8                     | 東京国立博物館                         | 1893年（明治26年）            |                                         | シカゴ・コロンブス万国博出品 |
| 演劇見物                         | 絹本着色     | 1幅           | 82.2x127.2                     | 東京芸術大学大学美術館                 | 1894年（明治27年）            | 落款「月耕」/印章「壷中王〓」朱文方印   | 日本青年絵画協会第三回絵画共進会銅牌 |
| 威海衛海戦之図                   | 絹本著色     | 1幅           | 170.7x84.3                     | 姥神大神宮                             | 1898年（明治31年）            |                                         | 菅原白龍筆「三貂嶺進撃之図」と対幅。元々は白龍が江差町の篤志家から受けた依頼画だが、「三貂嶺進撃之図」を完成させた時点で病が重くなり、月耕に草稿と下絵を託して完成。 |
| 山羊図                           | 桐板地墨画   | 絵馬1面       | 44.3x59.5（額面）              | 浅草寺                                 | 1901年（明治34年）5月5日奉納  | 款記「月耕」/「月耕」朱文方印           | 塔院倉庫所在。本名の田井正之助の名で奉納。 |
| 奥沢九品仏来迎                   | 絹本着色     | 1幅           |                                | 東京芸術大学大学美術館                 | 1910年（明治43年）            | 落款「月耕」/印章「□□□」白文方印        | 日英博覧会出品 |
| 憲法発布祭                       | 絹本着色     | 1幅           | 130.0x52.5                     | 東京芸術大学大学美術館                 |                               | 落款「尾形月耕」/印章「華暁楼」白文方印 | |
| 釣人                             | 絹本着色     | 1幅           | 98.7x41.1                      | 東京芸術大学大学美術館                 |                               | 落款「月耕」/印章「壷中王〓」朱文方印   | |
| 大宰府天満宮図                   | 絹本著色     | 1幅           |                                | 鍋島報效会                             | 明治時代                      |                                         | |
| 寺子屋図                         |              |               |                                | 唐澤博物館                             | 明治時代                      |                                         | |
| 銀座煉瓦街中央新聞社前賑わいの図 |              |               | 56.2x84.8                      | 江戸東京博物館                         | 明治末期                      |                                         | |
| 能楽十二枚                       | 桐板金地著色 | 額装12面      |                                | 湯島天満宮                             | 1914年（大正3年）12月25日奉納 | 落款「月耕謹画」                        | |
| 日本橋魚市場之図                 |              |               | 128.8x47.7                     | 中央区立郷土天文館（タイムドーム明石） | 1918年（大正7年）             |                                         | |
| 新川酒問屋之図                   |              |               | 123.5x42.2                     | 中央区立郷土天文館（タイムドーム明石） | 1919年（大正8年）             |                                         | |
| 源氏物語夕顔図                   | 絹本著色     | 1幅           |                                | 奈良県立美術館                         |                               |                                         | |
| 江戸三十三間堂通矢の図           | 絹本著色     | 1幅（畳表装） | 本紙88.0×135.5 表装138.0×186.5 | 太皷谷稲成神社                         |                               | 落款「月耕」 印章有                     | 顔料、膠彩画。江戸三十三間堂を舞台に津和野藩弓術家石川勘佐衛門の通し矢とその見物人を描いたもの                                                                       |

### 画集
- 『月耕画聚』全11巻 1900年（明治33年）～1901年（明治34年） 大黒屋画舗発行
- 『新撰月耕画鑑』1冊 1904年（明治37年） 吾妻健三郎編 東陽堂発行
- 『月耕画鑑』1冊 1914年（大正3年） 名鏡雅会発行（小石川区小日向水道町97番地、林平兵衛編集兼発行人）

## ギャラリー

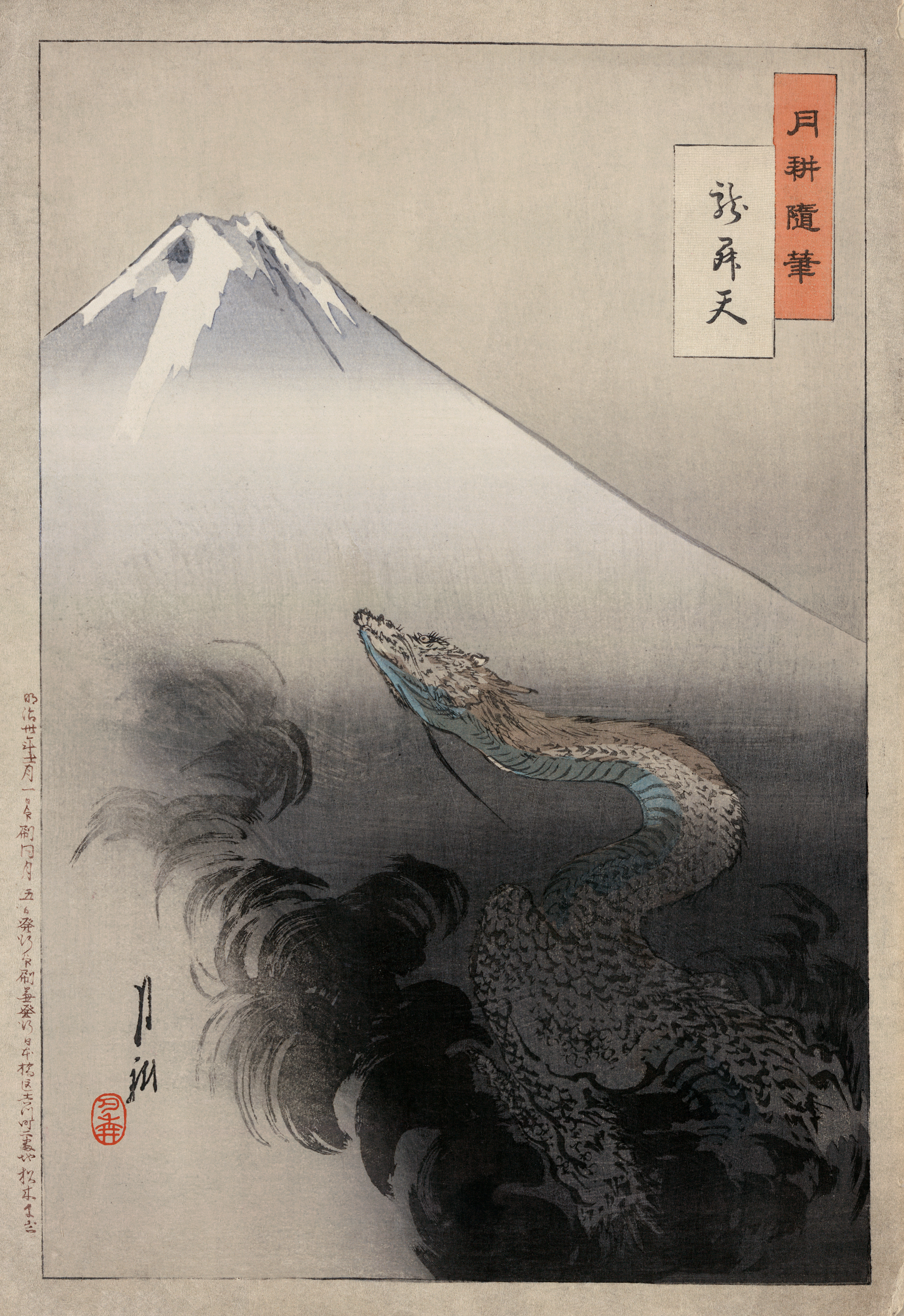
「龍昇天」
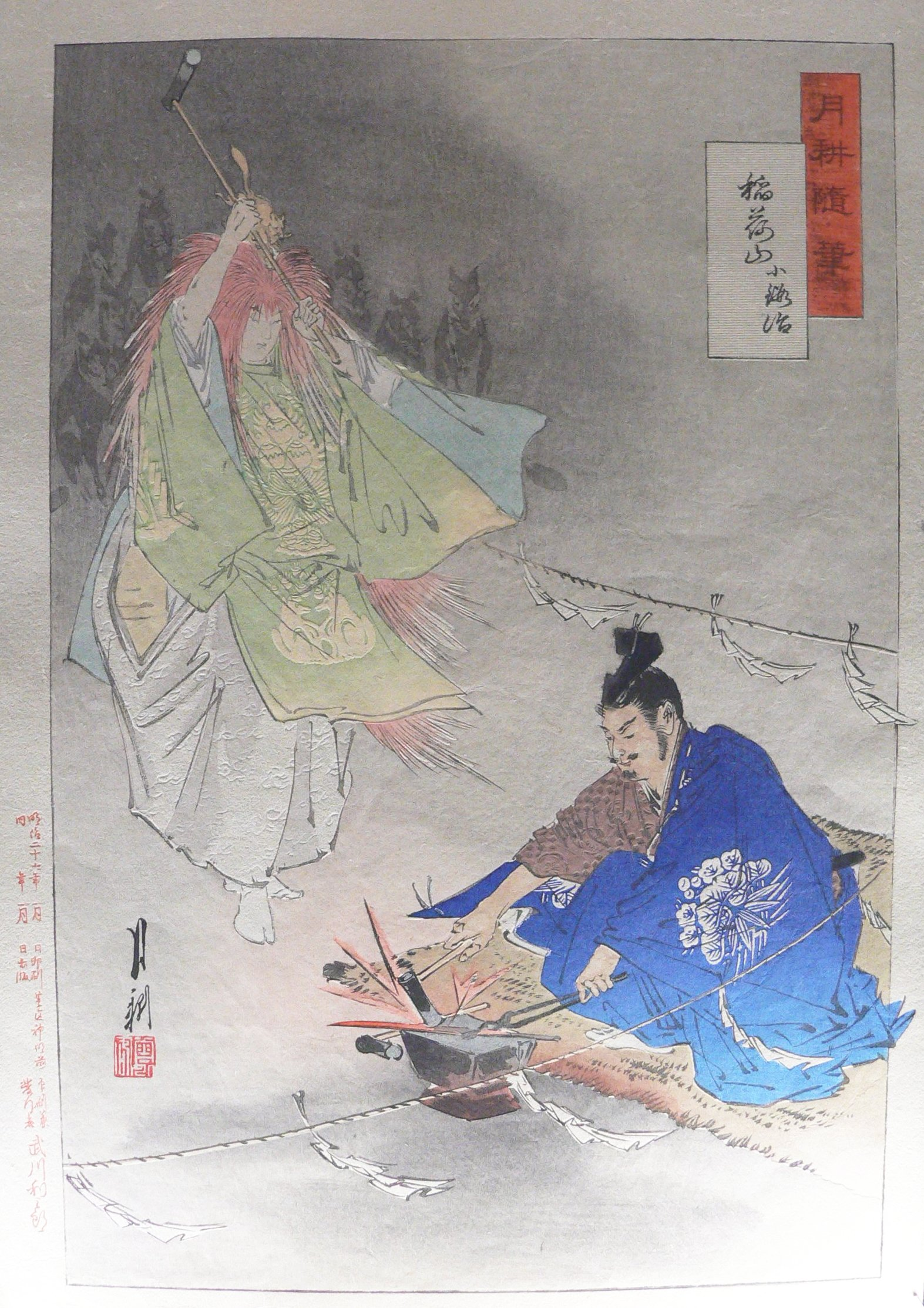
『月耕随筆』「稲荷山小鍛冶」
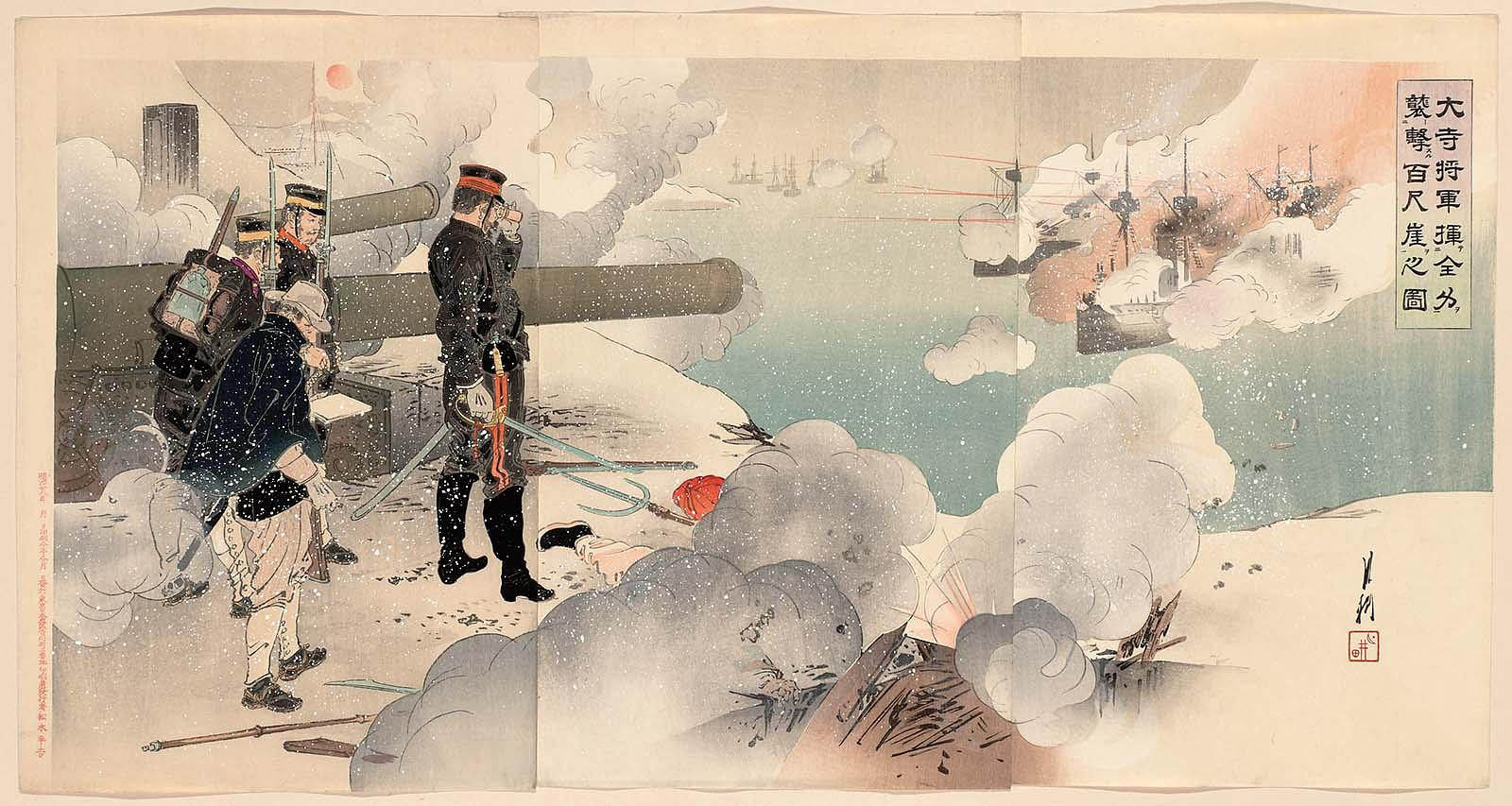
「大寺将軍揮全力襲撃百尺崖之圖」（威海衛の戦い）
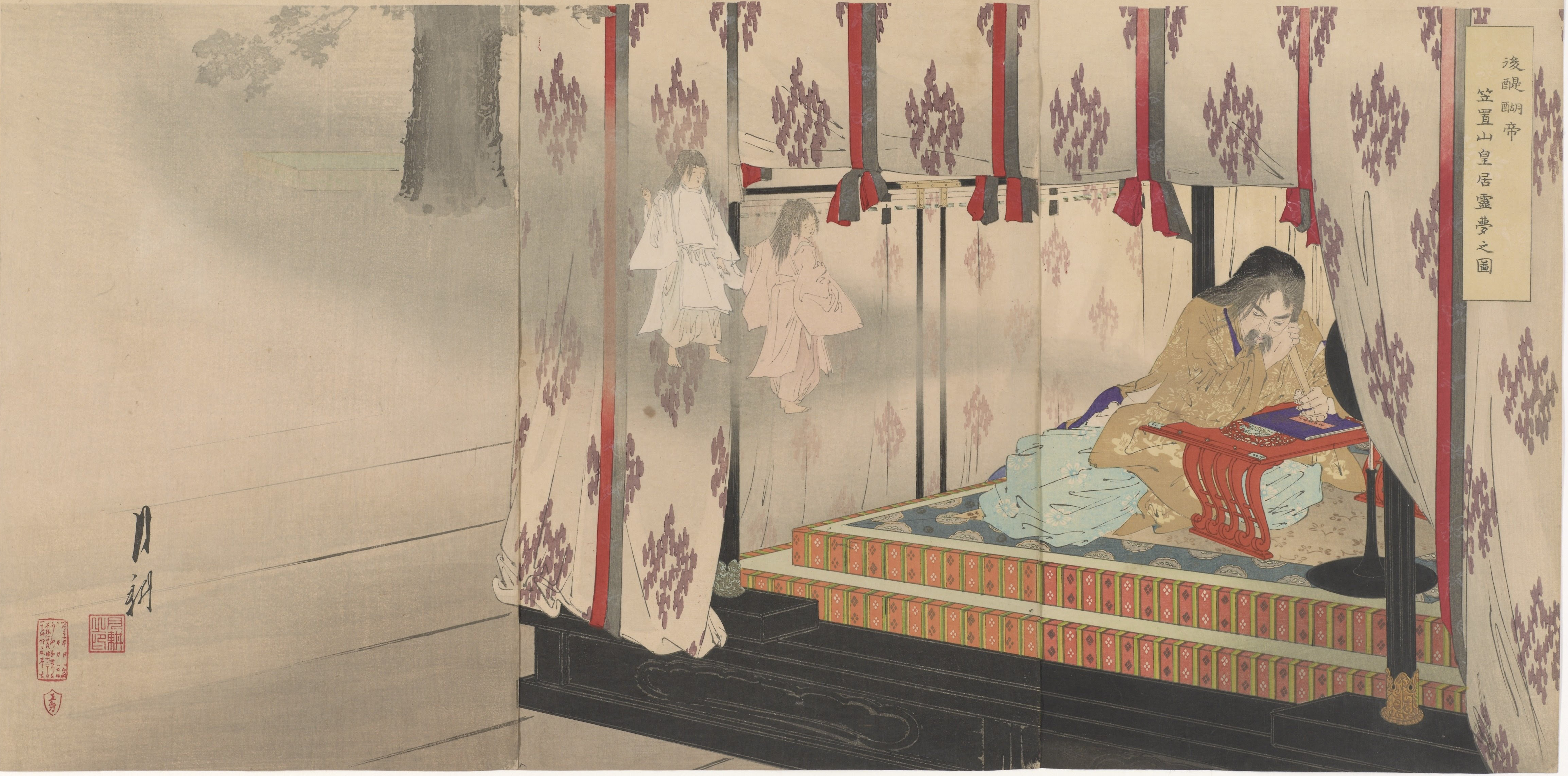
「後醍醐帝笠置山皇居霊夢之図」
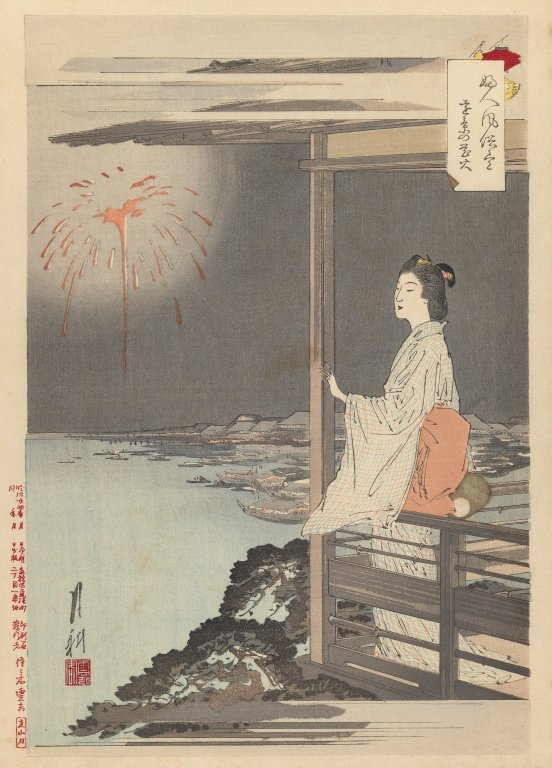
『婦人風俗尽』
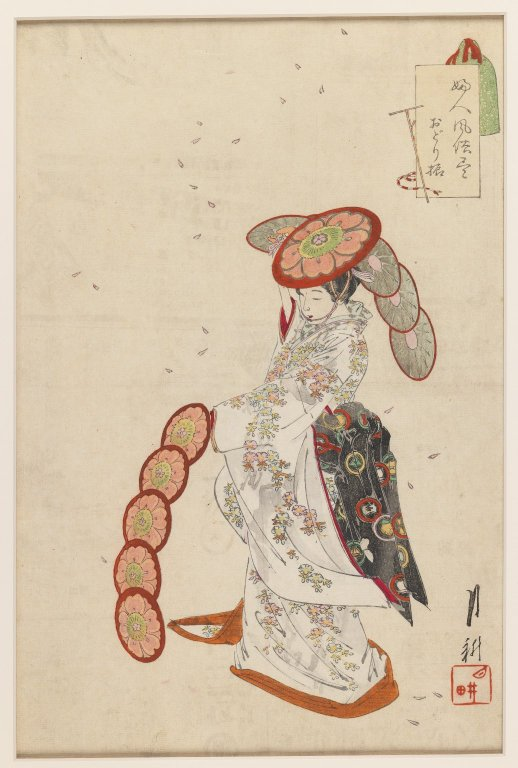
「おどり振」（『婦人風俗尽』）
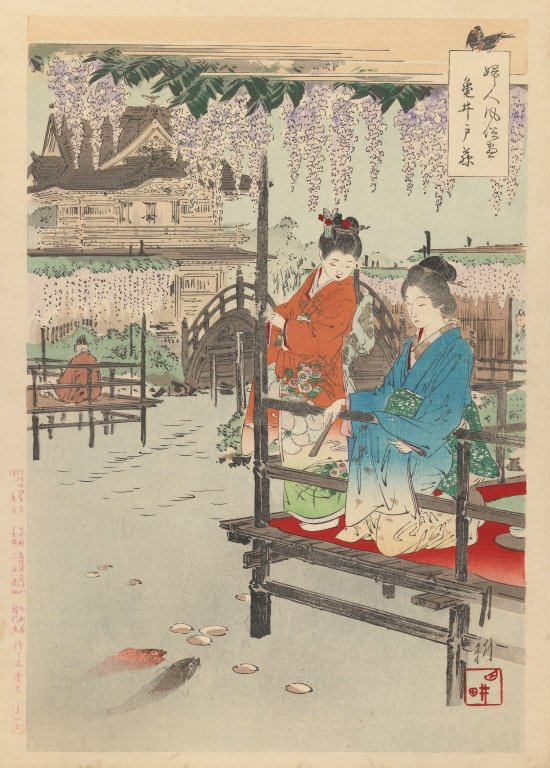
「亀井戸義」（『婦人風俗尽』）
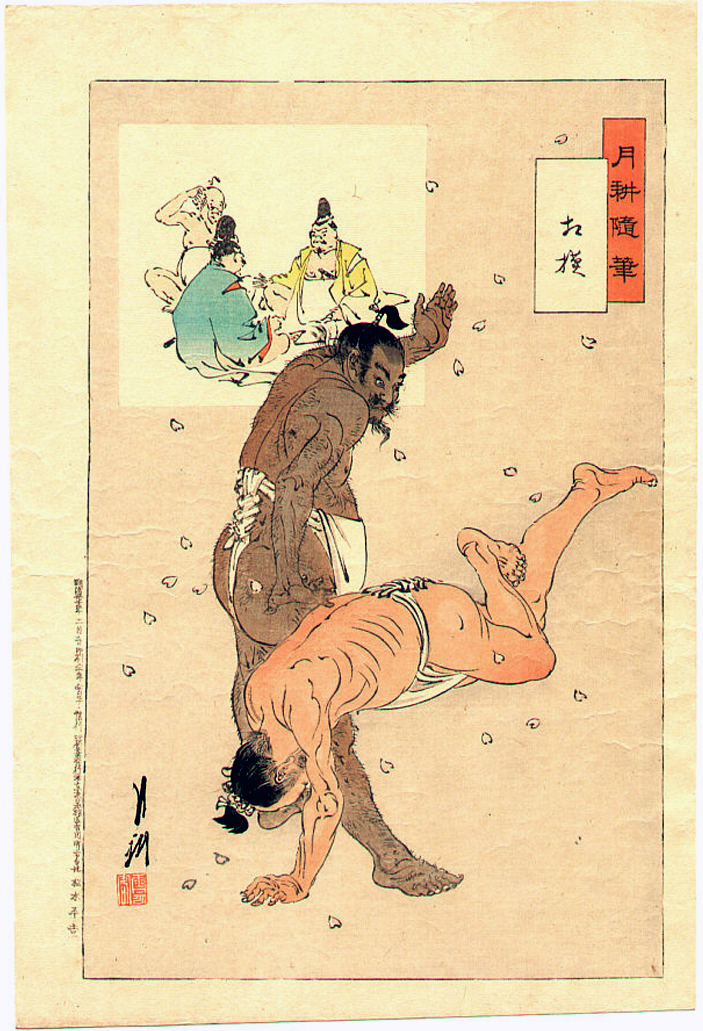
「相撲」（『月耕随筆』）
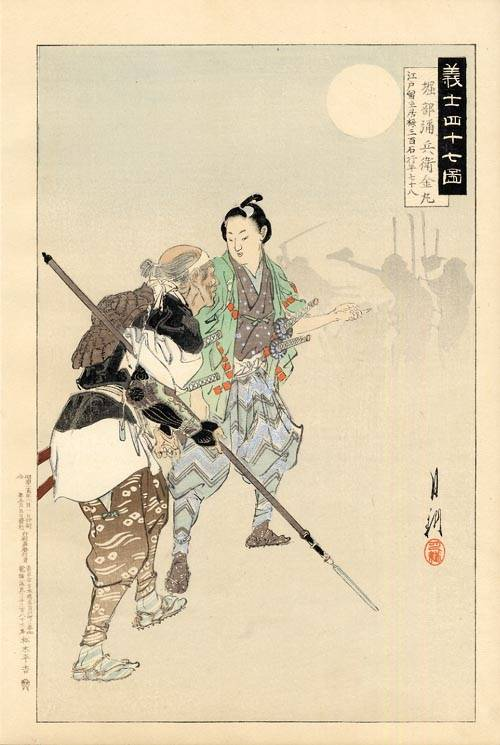
「堀部弥兵衛金丸」（『義士四十七図』）
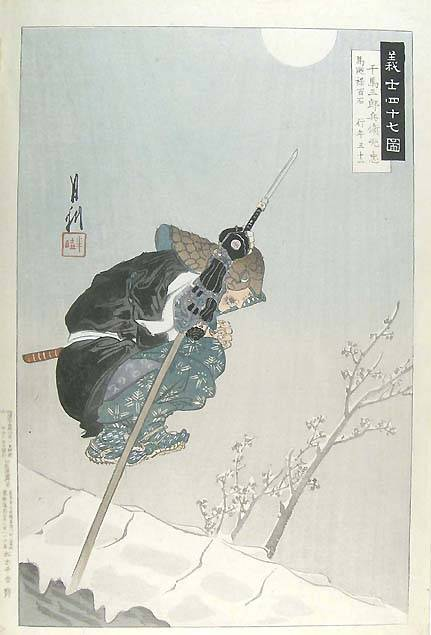
「千馬三郎兵衛光忠」（『義士四十七図』）

## 鑑定
肉筆における贋作はさほど多くないが、同時代に溝口月耕、田中月耕（四条派）という絵師がおり、これらの“月耕”と間違われて書画店やネットオークションで作品が売られていることが多いので、この点に最も注意を要する。

## 家族と門弟
弟も滝村弘方という名の絵師だったが、明治22年に22歳で夭折している。息子の尾形月山、娘の尾形玉耕は日本画家。孫の田井正忠（尾形真弓）はグラフィックデザイナー、孫の尾形礼正も画家。弟子には最も古い門人の小川耕一をはじめ、繁岡耕晴、坂田耕雪、田井耕耘、原田耕挙、月岡耕漁、大倉耕濤、千品耕暁、末広耕豊、庄田耕峯、角谷耕水、平山耕邨、武田耕娥、笹井耕窓、遠藤耕渓、杉原耕星、金子耕蝶、金森南耕、福永公美、雛本耕玉、山村耕花、井澤耕澤、井浦耕齢、黒崎修斎、熊耳耕年、石川小耕（女性）、柴田耕洋、石川桂堂、菅井春山、井江耕宗、菊地素石、佐藤耕方、岩田豊麿らがいる。また、月耕桶町時代の門人に大森敬堂がいた。